# Coleman Hawkins
Coleman Randolph Hawkins (sinh ngày 21 tháng 11 năm 1904, mất ngày 19 tháng 5 năm 1969), còn được biết tới với biệt danh "Hawk" hay "Bean" là nghệ sĩ nhạc jazz chơi kèn tenor saxophone người Mỹ. Ông thường được coi là một trong những người đặt nền tảng cho nhạc cụ này. Joachim E. Berendt từng viết: "Trước ông đã từng có một vài nghệ sĩ tenor, nhưng chưa bao giờ nhạc cụ này được coi là một phần của nhạc jazz."
Người viết tiểu sử cho Hawkins, John Chilton, miêu tả những âm thanh saxophone đầu tiên mà Hawkins chơi solo được lấy cảm hứng từ tiếng "bò rống" và "ợ hơi". Tự nhận mình hâm mộ những Happy Caldwell, Stump Evans và Prince Robinson, Hawkins là nghệ sĩ đầu tiên chơi saxophone theo cách ứng tác chứ không phỏng theo những kỹ thuật của kèn clarinette. Tài năng, khả năng ứng tác, cùng phong cách chơi nhạc giàu cảm xúc của ông chính là nguồn cảm hứng cho các thế hệ nghệ sĩ kế cận như Chu Berry, Charlie Barnet, Tex Beneke, Ben Webster, Vido Musso, Herschel Evans, Buddy Tate và Don Byas, cũng như nhiều nghệ sĩ hiện đại như Arnett Cobb, Illinois Jacquet, Flip Phillips, Ike Quebec, Al Sears, Paul Gonsalves và Lucky Thompson. Cho dù Hawkins nổi tiếng trong thời kỳ nhạc swing của các big band, ông thường được coi là người định hình thể loại bebop trong những năm 1940.
Nghệ sĩ đương thời Lester Young, vốn có biệt danh là "Pres" ("chủ tịch") từng trả lời phỏng vấn trên tờ The Jazz Review vào năm 1959: "Trong tầm hiểu biết của tôi, tôi nghĩ Coleman Hawkins phải là vị 'chủ tịch' đầu tiên của chúng ta chứ? Về tài năng thì tôi chỉ có thể nhận mình là người đứng thứ hai mà thôi." Miles Davis cũng từng nói: "Tôi học cách chơi ballad khi lắng nghe Hawkins."